# Mycena agrestis
Mycena agrestis är en svampart som tillhör divisionen basidiesvampar, och som beskrevs av Aronsen och Maas Geest. Mycena agrestis ingår i släktet Mycena, och familjen Favolaschiaceae. Arten har ej påträffats i Sverige.